# Dietmar Molthahn
Dietmar Molthahn (* 24. August 1955 in Dankersen) ist ein deutscher Handballtrainer. Er trainierte den TSV Grün-Weiß Dankersen in der Bundesliga und die Jugend-Nationalmannschaften des Deutschen Handballbunds.

## Laufbahn

### Verein
Der gelernte Groß- und Außenhandelskaufmann Molthahn begann seine Trainer-Karriere bereits im Alter von 19 Jahren. Nacheinander trainierte er die C-, B- und A-Jugend des TSV Grün-Weiß Dankersen. Mit der B-Jugend wurde er 1979 Deutscher Meister (Finale gegen den TSV Grabenstetten) und 1981 mit der A-Jugend Deutscher Vizemeister nach einer Final-Niederlage gegen Eintracht Hildesheim. Danach übernahm er die Reserve-Mannschaft in der Regionalliga und wechselte nach drei Jahren zum Oberligisten Union 73 Bad Salzuflen, die er bereits im ersten Jahr in die Regionalliga führte und zwei Jahre später nur knapp am Aufstieg in die 2. Bundesliga scheiterte, als man im Finale der Relegation dem OSC 04 Rheinhausen unterlag. 1988 schloss er sich Zweitligist TuS Nettelstedt an. 1991 kehrte er zum TSV GWD Minden zurück und übernahm die Zweitliga-Mannschaft. Nach dem letzten Saisonspiel trat er jedoch zurück und wurde bei GWD leitender Jugendtrainer- und Koordinator. Dieses Amt bekleidet Molthahn mit Ausnahme einer einjährigen Unterbrechung in der Saison 2003/04 bis heute. Als GWD Minden in der Saison 1994/95 nach einer Niederlage beim VfL Eintracht Hagen Trainer Milomir Mijatović entließ, sprang er als Interimstrainer ein und schaffte den Aufstieg in die Bundesliga. In der Saison 1996/97 half er nach der Entlassung von Zenon Łakomy erneut aus und sicherte den Klassenerhalt. 1997 übernahm Molthahn für eine Saison die C-Jugend, 2003 für 17 Monate und 2007 für drei Monate die Reserve-Mannschaft, sowie 2009 die dritte Mannschaft, die er in der Rückrunde zum Landesliga-Aufstieg führte. Von Februar bis Sommer 2017 trainierte er die B-Jugend. Dazwischen sprang er in allen Mannschaften des Vereins ein, wenn der hauptamtliche Trainer verhindert war.

### Nationalmannschaft
1989 wurde Molthahn deutscher Nationaltrainer der B-Jugend und ab Januar 1992 der A-Jugend, mit der er bei der Europameisterschaft 1992 in der Schweiz den 5. Platz belegte. Im Sommer 1993 trat er beim Deutscher Handballbund zurück.

### Schule
Mit dem Besselgymnasium Minden ist er seit Ende der 1990er-Jahre sehr erfolgreich. Mit den Schulhandballern gewann er unter anderem zwei deutsche Meisterschaften und zwei Vize-Titel sowie zahlreiche regionale Titel.

## Erfolge
- Deutscher Meister (B-Jugend) 1979
- Deutscher Meister C-Jugend 1998 (inoffiziell)
  - Deutscher Vizemeister (A-Jugend) 1981
- Aufstieg in die Bundesliga 1995
- Aufstieg in die Regionalliga 1985
- Aufstieg in die Landesliga 2009
- Deutscher Schulmeister 2001 und 2014
  - Deutscher Vize-Schulmeister 1999 und 2015